# Bonsucesso Futebol Clube
El Bonsucesso Futebol Clube és un club de futbol brasiler de la ciutat de Rio de Janeiro.
El club va ser fundat el 12 d'agost de 1913. El 1924 fou finalista del campionat carioca (LMDT). El 1980 competí al Campeonato Brasileiro Série B. Tornà a participar en el campionat el 1983.

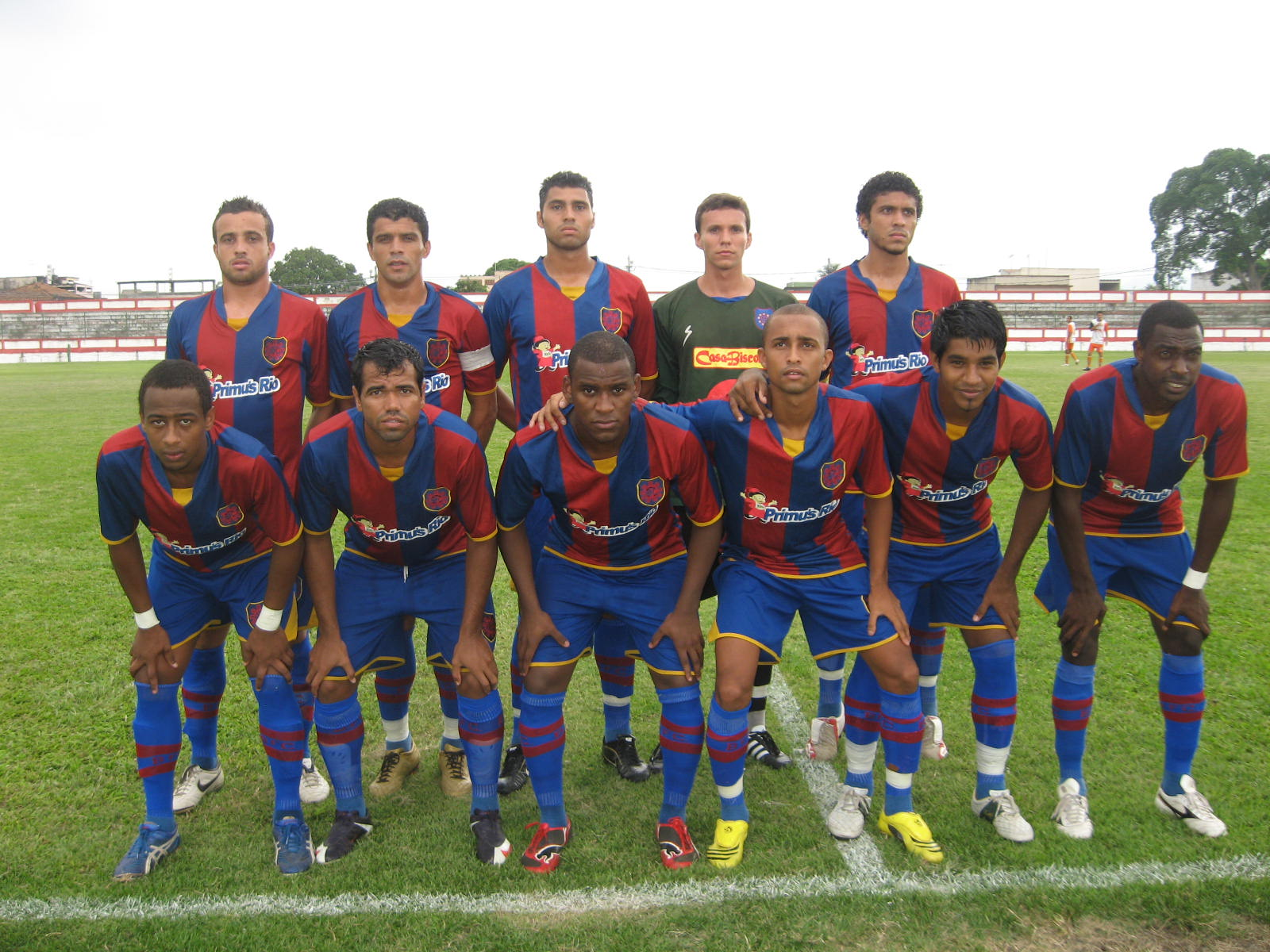
Equip l'any 2009.

## Palmarès
- Campionat carioca de segona divisió:
  - 1926, 1981, 1984, 2011

- Campionat carioca de tercera divisió:
  - 2003

- Campionat carioca de quarta divisió:
  - 1921